# اویو زن برزنجیر
اویو زن برزنجیر یک ستاره است که در صورت فلکی آندرومدا قرار دارد.